# Lojo kyrkliga samfällighet
Lojo kyrkliga samfällighet (finska: Lohjan seurakuntayhtymä) var en evangelisk-luthersk kyrklig samfällighet i Finland. Samfälligheten bildades av Lojo församling och Sammatti församling år 2009 när Sammatti kommun gick upp i Lojo stad. Den första januari 2013 slogs även Karislojo kommun och Nummi-Pusula kommun samman med Lojo stad. Detta betydde att Lojo kyrkliga samfällighet upplöstes 31 december 2012, eftersom Karislojo församling, Nummis och Pusula kyrkliga samfällighet samt Sammatti församling upplöstes och slogs samman med Lojo församling som områdesförsamlingar.
Innan Lojo kyrkliga samfällighet upplöstes genomförde man en utredning, enligt vilken en större kyrklig samfällighet skulle bildas av Lojo församling och Sjundeå kyrkliga samfällighet (det vill säga Sjundeå svenska församling och Sjundeå finska församling). Dessutom skulle Karislojo församling, Nummis församling, Pusula församling och Sammatti församling bilda en enda församling och ingå i den nya samfälligheten. Planerna förverkligades dock aldrig eftersom Sjundeå kommun inte slogs samman med Lojo stad.